# Cornelius Van Steenwyk
Cornelius Van Steenwyck(nacido Cornelis Jacobsz Steenwijck; 16 de marzo de 1626 – 21 de noviembre de 1684) sirvió dos términos como Alcalde de Nueva York, la primera de 1668 a 1671 (o 1670), y la segunda a partir de 1682 a 1684 (o 1683). Otras grafías de su nombre incluyen Cornelis Steenwijck, Cornelio Steenwyk, y Van Steenwyk.

## Carrera
Desempeñó el papel de gobernador durante la reclamación de la Compañía Neerlandesa de las Indias Occidentales sobre Nueva Holanda (Acadia) en 1676, a pesar de que su único intento para establecer un dominio neerlandés fue rechazado en Fort Pentagouet (Castine, Maine, EE. UU.) por tres buques de guerra de Boston. La reclamación holandesa sobre Acadia fue entregada en 1678 por los Tratados de Nimega.
Un inventario de su patrimonio ordenado, el 20 de julio de 1686, recogió 14 páginas y su patrimonio ascendió a ₤4,382 (Libra neoyorquina), mientras que una lista de sus deudas recogió 16 páginas, y ascendieron a ₤1.588, mostrando que Cornelis Steenwyck fue uno de los hombres más ricos de Nueva York de su tiempo.
La Avenida Steenwick en El Bronx fue nombrada en su honor.